# 謝長廷
謝 長廷（しゃ ちょうてい、Hsieh Chang-ting、1946年〈民国35年〉5月18日 - ）は、中華民国の政治家（民主進歩党）、弁護士。中華民国総統府資政。民進党主席、行政院長、台北駐日経済文化代表処駐日代表などを歴任した。

## 経歴
台北市延平区（現：大同区）に、漢方医の5人兄弟の次男として生まれる。中学時代から器械体操に打ち込み、高校時代には台湾省運動会（国体に相当）に出場、吊り輪競技で優勝した。台湾大学法律系（法律学科）在学中に司法官試験及び弁護士試験に合格し、卒業後は予備士官教育を経て再び台湾大学法律研究所（大学院法学研究科に相当）に1年間在学。1972年、日本の文部省（当時）奨学生として京都大学大学院法学研究科に留学した（法哲学専攻。指導教官は加藤新平）。京大では法学修士号を取得し、博士課程に進学して単位取得退学した。
父親が体調を崩したため1976年11月に帰国後、弁護士となり、姚嘉文らが設立した「中国比較法学会」（現在の台湾法学会）に入会。ここで陳水扁や蘇貞昌らと知り合う。1979年に発生した美麗島事件の裁判では姚嘉文の弁護を担当。これが政界入りのきっかけとなり、1981年に台北市議選に当選し、国民党独裁政権により野党の結成が禁止されていた中で「党外編輯作家聯誼會」（編聯会）、「党外公共政策研究会」（公政会）といった「党外」団体の創立にかかわる。1986年9月28日、党外2団体が集まって民主進歩党が結成された際には、党名の提案者となり、綱領草案作成にも中心的メンバーとなる。1986年に中華民国立法院選挙に初めて立候補、1989年の選挙で初当選し、立法委員を2期務めた。
初の直接選挙で行われた1996年中華民国総統選挙では、彭明敏総統候補とペアで、副総統候補として出馬するも落選。しかし、1998年12月の高雄市長選挙で当選し、2000年には民進党主席にも就任。市長との兼任を批判されたため2002年に党主席を退任し、同年の高雄市長選で再選。任期中は、下水道整備による河川や水道の水質改善や、交通インフラや文化建設・史跡保存といった実績を挙げ、市民の支持率は82.6%（2004年12月、高雄市実施）、満足度74%・不満度16%（聯合報の調査）に達した。
2005年1月、高雄市長を任期途中で辞任し、陳水扁政権の下で4人目となる行政院長（首相）に就任。「和解と共生」の理念を主張し、野党国民党や中国に対話を呼びかけたものの、功を奏せず、2005年12月の統一地方選挙（県・市長選挙）で民進党が惨敗した責任をとり、わずか1年足らずで行政院長を辞任した。2006年12月の台北市長選挙に出馬したが、国民党公認候補の郝龍斌に敗北。これで政治生命は窮地に追い込まれたかに見えたが、2007年3月から始まった次期総統選の党内予備選挙において、蘇貞昌、呂秀蓮、游錫堃と激しい争いとなったが、党員投票トップで公認候補者に指名された。
陳水扁政権の汚職スキャンダルによる逆風の中、2008年中華民国総統選挙で民進党公認の総統候補となり、蘇貞昌を副総統候補に指名した。明治維新に重ねて「台湾維新」をスローガンに掲げ、落選したら政界引退をすると背水の陣で選挙戦に臨んだが、国民党の馬英九候補に220万票余りの大差をつけられ落選した。
総統選落選後は、自身が設立した団体である台湾維新基金会董事長を務める。
2012年10月に国民党が独占してきた中国共産党とのパイプを民進党にも築きたいと表明して中華人民共和国を訪問、王毅国務院台湾事務弁公室主任や戴秉国国務委員と相次いで会談し、九二共識に代わる「憲法各表」を提案した。訪中は、1994年以来2度目である。
2016年、台北駐日経済文化代表処駐日代表への就任が明らかになり、4月27日、声明で正式に認める。6月3日、総統府より、任命の総統府令が公布され、6月9日、着任。
2019年4月30日から5月1日にかけて平成から令和へ御代替わりして、同年10月22日には世界各国の首脳や祝賀使節団が集う中、皇居で即位礼正殿の儀が執り行われた。謝長廷駐日代表は日本政府から正式には招待されていなかったが、即位の儀に参列して来賓として接遇された。

## 人物
2000年に「民進党台日友好協会」を結成し、初代団長に就任。「日本統治時代にインフラ建設が進み、日本の教育を受けた父親の影響を受けた」と述べるなど日本と相互に利益ある関係になれるとを述べている。
1972年から約4年間京都大学に留学した際1949年から国民党政権の戒厳令が敷かれた台湾と日本を比較して衝撃を受けた。それを契機に帰国すると台湾の貧困者らへの法律相談を受ける弁護士となった。1979年に国民党政権が反体制運動を弾圧した美麗島事件を受けて政界の道へ入った。2016年6月初頭には義援金を携えた高雄市長らと熊本地震の被災地の熊本県にて「台湾も発展した。困った時に助け合える誠実な関係をより強化したい」と相互に助け合える対日関係を後世に引き継ぐために奔走すると述べている。
2007年12月、総統候補として訪日し、母校の京都大学で「日台関係強化の道」と題して講演。日本版「台湾関係法」を主張した。
尖閣諸島問題については「釣魚台（尖閣諸島）は台湾の一部である」との中華民国としての認識を示す一方、「主権と漁業権の問題は分けなければならない」として「主権についての協議を暫定的に棚上げする」と主張している。
台北経済文化代表処の駐日代表起用の際は、日本経済新聞や毎日新聞から「知日派の重鎮」と評された。
同性婚を支持する立場であり、2023年4月23日には「東京レインボープライド」に初参加し、「台湾の多元的な愛や多元的な婚姻、人権の尊重や進歩を多くの人たちに知ってもらいたい」と語った。2024年4月21日、「東京レインボープライド」に再度参加し、「台湾で同性婚が法制化されて以降、同性婚を支持する人々の割合が上がったとし、台湾で成功できたのだから日本でも成功できるはずだ」と述べた。

## 選挙記録
| 年度 | 選挙                       | 選挙区                 | 所属政党   | 得票数    | 得票率 | 当選 | 注釈 |
| ---- | -------------------------- | ---------------------- | ---------- | --------- | ------ | ---- | ---- |
| 1981 | 第4回台北市議員選挙        | 第三選挙区             | 無所属     | 17,823    | 15.03% |      |      |
| 1985 | 第5回台北市議員選挙        | 第三選挙区             | 無所属     | 19,906    | 15.97% |      |      |
| 1986 | 第1回立法委員第5次増額選挙 | 台北市選挙区           | 民主進歩党 |           |        |      |      |
| 1989 | 第1回立法委員第6次増額選挙 | 台北市第一選挙区       | 民主進歩党 | 107,218   | 19.92% |      |      |
| 1992 | 第2回立法委員選挙          | 台北市第一選挙区       | 民主進歩党 | 83,264    | 13.79% |      |      |
| 1995 | 第3回立法委員選挙          | 不分区                 | 民主進歩党 | 3,128,601 | 33.60% |      |      |
| 1996 | 第9期総統・副総統選挙      | 第9期総統・副総統選挙  | 民主進歩党 | 2,274,586 | 21.10% |      |      |
| 1998 | 第2回高雄市長選挙          | 高雄市                 | 民主進歩党 | 387,797   | 48.71% |      |      |
| 2002 | 第3回高雄市長選挙          | 高雄市                 | 民主進歩党 | 386,384   | 50.04% |      |      |
| 2006 | 第4回台北市長選挙          | 台北市                 | 民主進歩党 | 525,869   | 40.89% |      |      |
| 2008 | 第12期総統・副総統選挙     | 第12期総統・副総統選挙 | 民主進歩党 | 5,444,949 | 41.55% |      |      |
| 2012 | 第8回立法委員選挙          | 不分区および海外華僑枠 | 民主進歩党 | 4,556,424 | 34.62% |      |      |